# Iers lettertype

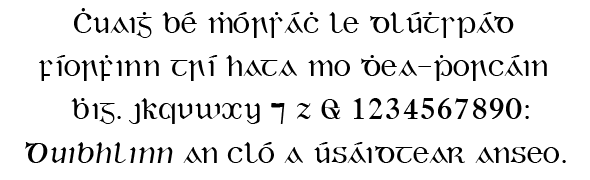
Chuaigh bé mhórshách le dlúthspád fíorfhinn trí hata mo dhea-phorcáin bhig.
De letters jkqvwxy & z komen in het Iers niet voor.
In de onderste regel zijn de S en de R als hoofdletters getoond.

Een Iers lettertype (Engels: Gaelic script, Iers: Cló Gaelach) is een lettertype dat afgeleid is van het middeleeuwse insulair schrift waarin Middel-Ierse en Hiberno-Latijnse manuscripten werden geschreven.
Naast de letters van het Latijnse alfabet kent het de diakritische tekens sí buailte (ḃ, ċ, ḋ, ḟ, ġ, ṁ, ṗ, ṡ, ṫ) en síneadh fada (á, é, í, ó, ú) en de Tironische 'et' (die eruitziet als een 7). In Latijns lettertype wordt de sí buailte vervangen door een h achter de letter.
De hoofdletters verschillen alleen in grootte van de kleine letters, met uitzondering van de R en de S, waarvan de hoofdletters gelijk zijn aan de Latijnse letters.